# Andrew Jackson Donelson

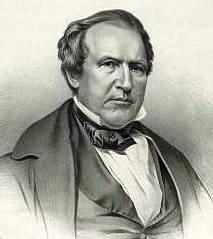
Andrew Jackson Donelson

Andrew Jackson Donelson (* 25. August 1799 in Nashville, Tennessee; † 26. Juni 1871 in Memphis, Tennessee) war ein Diplomat und Kandidat für die Vizepräsidentschaft der Vereinigten Staaten.
Als einer von drei Söhnen von Samuel und Mary Donelson wurde Andrew Jackson Donelson in Nashville geboren. Beide seiner jüngeren Brüder schlugen eine Militärlaufbahn ein. Daniel Smith Donelson diente als Brigadegeneral der Konföderierten Armee. Alexander Steven Donelson starb mit 19 Jahren, als er gegen einfallende Mexikaner im Grenzgebiet von Tennessee kämpfte. Sein Vater starb, als Donelson fünf Jahre alt war. Seine Mutter heiratete einen Minenbesitzer aus den Appalachen und Donelson zog zu seiner Tante, Rachel Donelson, und ihrem Ehemann, dem späteren US-Präsidenten Andrew Jackson.
Nach seinem Aufenthalt in Louisiana begann Donelson ein Studium am Cumberland College in Nashville und trat danach in die United States Military Academy in New York ein. Dort heiratete er nach seinem Abschluss als zweitbester seines Jahrgangs die holländische Kauffrau Emma, welche jedoch nach fünf Monaten an einer seltenen Hirnerkrankung starb.
Zwischen 1824 und 1828 assistierte Donelson seinem Onkel Andrew Jackson, nach dem er benannt worden war, bei dessen Präsidentschaftskampagnen. Es folgten Tätigkeiten als Privatsekretär seines Onkels, Wahlhelfer der Demokratischen Partei, Schiffbauer, Rechtsanwalt und Journalist bei der Washington Union, einer angesehenen demokratischen Zeitschrift. Er folgte 1844 dem plötzlich verstorbenen Tilghman Howard im Amt des Chargé d’Affaires der Vereinigten Staaten in die ein Jahr später durch die Vereinigten Staaten annektierte Republik Texas. Von 1846 bis 1849 fungierte er als amerikanischer Botschafter in Preußen. Eine überlieferte Liebesbeziehung mit einem Bundesrichter und seine radikalen politischen Ansichten brachten ihn in Bedrängnis und führten 1852 zum Ausschluss aus der Demokratischen Partei. 1856 wurde Donelson als Running Mate des ehemaligen Präsidenten Millard Fillmore nominiert, der sich als Kandidat der American Party erfolglos um eine weitere Amtszeit bewarb. Beide konnten lediglich im Staat Maryland den Sieg erringen und kamen im Electoral College damit nicht über acht Wahlmännerstimmen hinaus.
Donelson hielt es nach der Niederlage nicht lange in Washington und er zog nach Memphis, wo er den Rest seines Lebens verbrachte und auch 1871 verstarb.